# Appleford Railway Bridge

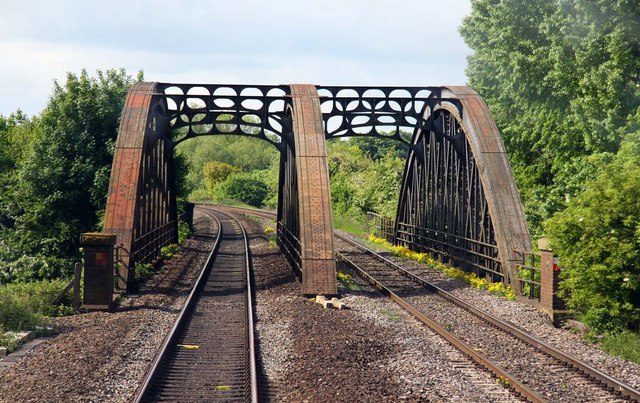

Die Appleford Railway Bridge ist eine Eisenbahnbrücke in der Nähe des Dorfes Appleford-on-Thames, Oxfordshire, England. Sie gehört zur Cherwell Valley Line die von Didcot nach Oxford über die Themse führt. 
Die Brücke wurde im Dezember 1843 eingeweiht.